# Jornada Mundial de la Joventut 2000
| «                                                               | Després de creuar els continents, aquesta Creu torna ara a Roma, portant amb ella la pregària i el compromís de milions de joves que han reconegut el signe senzill i sagrat de l'amor de Déu a la humanitat. Serà Roma, com sabeu, per acollir la Jornada Mundial de la Joventut de l'any 2000, al cor del Gran Jubileu.. | » |
| — Missatge de Joan Pau II per a la JMJ 2000, 29 de juny de 1999 | |   |

La Jornada Mundial de la Joventut 2000 (JMJ 2000 o XV Jornada Mundial de la Joventut) va tenir lloc del 15 al 20 d'agost de 2000 a Roma. L'acte va tenir lloc dins l'any jubilar de l'any 2000 i correspon a la seva quinzena edició.
El lema amb el qual el Papa va titular la trobada va ser «El Verb es va fer carn i va habitar entre nosaltres» (Jn 1,14). El papa Joan Pau II va escollir com a lema d'aquesta JMJ «la frase lapidària amb què l'apòstol Joan expressa l'alt misteri de Déu fet home». Segons l'apòstol Joan:
| « | El que marca la fe cristiana, en comparació amb totes les altres religions, és la certesa que l'home Jesús de Natzaret és el fill de Déu, el Verb fet carn, la segona persona de la Trinitat que va venir al món. | » |

## La invitació del Papa a Roma
El Papa va convidar els joves catòlics a participar en la XV JMJ al final de la XII JMJ celebrada a París amb aquestes paraules:
| «             | Estimats joves, faig una cita per a la propera Jornada Mundial de la Joventut a Roma, durant l'estiu de l'any 2000. Estic segur que vindreu en gran nombre a aquesta reunió extraordinària. Durant el Gran Jubileu de l'any 2000 viurem junts una experiència de comunió espiritual que sens dubte marcarà la nostra vida. El temps ho dirà. | » |
| — Joan Pau II | |   |

## El programa de les jornades
Abans de l'inici de la JMJ se celebren les «Jornades a les Diòcesis», que inclouen per primera vegada experiències de voluntariat.

### Dimarts, 15 d'agost
La JMJ 2000 va començar oficialment a la tarda amb la missa d'obertura a la plaça de Sant Joan del Laterà presidida pel Papa reservada als joves romans i italians. Posteriorment, el Papa es va traslladar a la plaça de Sant Pere on es va celebrar una celebració de benvinguda als joves estrangers.

### Dimecres, 16 d'agost
- Inici dels tres dies de catequesi matinal per als participants, celebrats en algunes esglésies de Roma i de les diòcesis veïnes dividides en grups lingüístics a càrrec de cardenals i bisbes d'arreu del món.
- A partir d'aquest dia és possible que els joves participants puguin fer el pelegrinatge jubilar travessant la Porta Santa de la Basílica de Sant Pere.

### Dijous, 17 d'agost
- Es repeteix el programa del dia anterior.

### Divendres, 18 d'agost
- Es repeteix el programa del dia anterior.
- Al vespre se celebra una Via Crucis amb la creu de l'Any Sant presidit per Camillo Ruini des de la basílica de Santa Maria in Aracoeli fins al Colosseu.

### Dissabte 19 d'agost
- Al migdia totes les campanes de les esglésies de Roma van sonar per la pregària de l'Àngelus.
- Els joves van acudir a la zona de Tor Vergata, acompanyats al vespre pel papa que va presidir la vetlla. Els joves van passar la nit al lloc.

Anomenats per Joan Pau II «Sentinelles del matí», els joves van ser convidats a no resignar-se a les injustícies del món, a defensar la pau, a fer el món més habitable i a dir el seu «sí» a Crist com a centre de el seu ideal i la realització de la felicitat.
| « | Si ets el que has de ser, prendràs foc al món! | » |

### Diumenge, 20 d'agost
- Al matí es va celebrar la celebració eucarística a la gran zona de Tor Vergata a la qual va seguir la recitació de l'Àngelus.
- El Papa va anunciar que la JMJ 2002 se celebraria a Toronto.

## El logotip

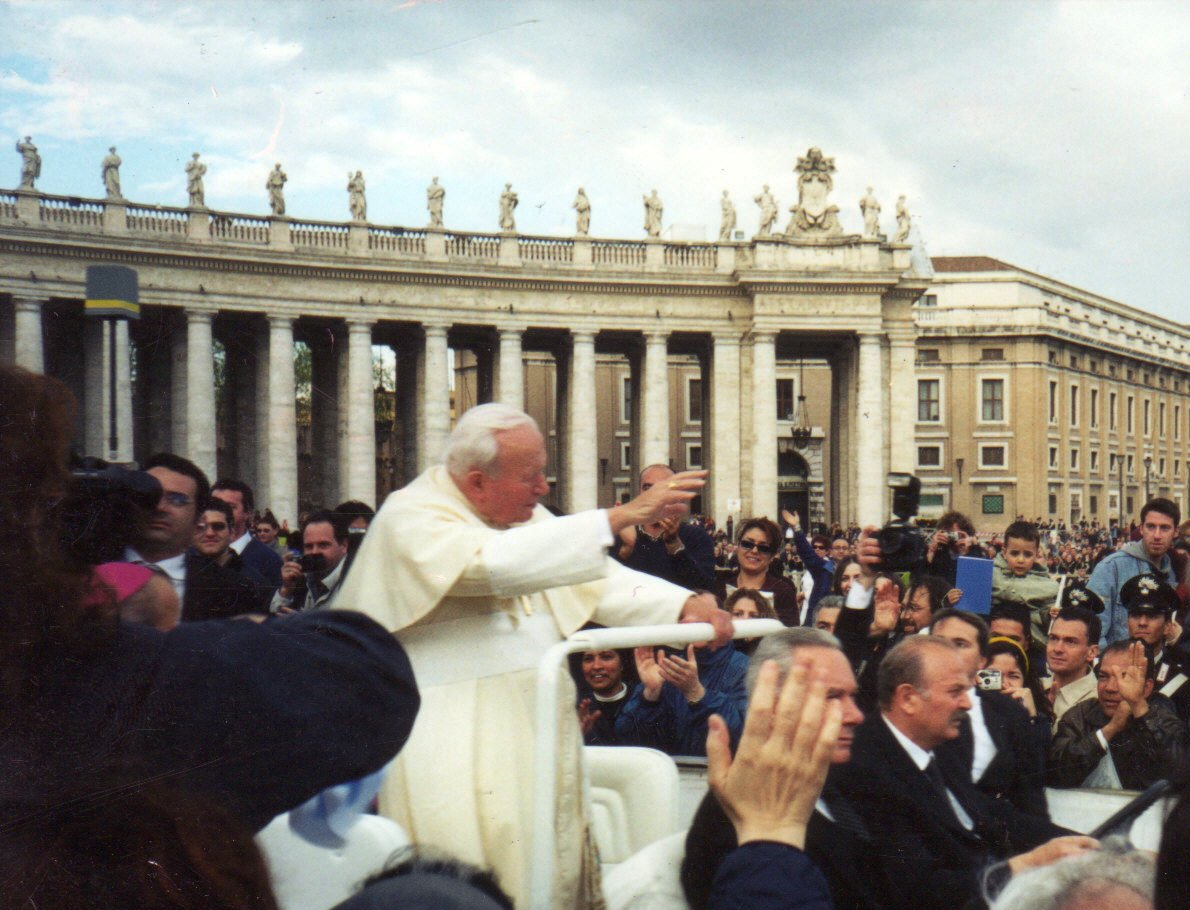
El Papa saludant els pelegrins a la plaça de Sant Pere

El logotip resumeix els tres elements fonamentals de la XV Jornada Mundial de la Joventut: el lloc, els protagonistes i la trobada.
La ciutat de Roma està representada per la cúpula de la basílica de Sant Pere i els braços de la columnata de Bernini. La imatge de la cúpula recorda la realitat de l'Església i del pontífex.
La trobada entre l'Església i el món té lloc a través d'una «abraçada», que representa l'Església que acull els joves catòlics de Roma.
Per als colors es van triar tres colors puntuals de la mateixa tonalitat: groc, taronja i vermell. El groc i el vermell són els colors de la ciutat de Roma, mentre que el taronja subratlla idealment la trobada-abraçada entre aquests dos colors.
Actualment el logotip de la JMJ de Roma 2000 s'utilitza com a logo pel Servei Nacional per a la Pastoral de la Joventut italiana.

## Els participants de la trobada
Aquesta JMJ també es recorda pel nombre de participants, estimat en més de dos milions, un dels més alts registrats, encara que sigui inferior als cinc milions de l'edició de Manila.
A Itàlia, els periodistes van encunyar el terme «Papaboy» per indicar els joves que assistien a la reunió. El terme aviat es va fer servir habitualment per indicar els participants de totes les reunions posteriors amb el Papa.

## L'himne
L'himne oficial d'aquesta JMJ es titula «Emmanuel» (Marco Brusati - Marco Mammoli - Mauro Labellarte - Massimo Versaci). Va ser arranjat per Valter Vincenti i interpretat per Giuseppe Barbera.